# Alemitu Bekele
Alemitu Bekele (Etiopía, 17 de septiembre de 1977) es una atleta turca de origen etíope especializada en la prueba de 3000 m, en la que consiguió ser campeona europea en pista cubierta en 2009.

## Carrera deportiva
En el Campeonato Europeo de Atletismo en Pista Cubierta de 2009 ganó la medalla de oro en los 3000 metros, con un tiempo de 8:46.50 segundos que fue récord nacional turco, por delante de la portuguesa Sara Moreira y la irlandesa Mary Cullen (bronce).